# Magnani (famiglia bolognese)
Quella dei Magnani è un'antica famiglia gentilizia di Bologna.
L'arma della famiglia presenta uno spaccato d'argento e di rosso, al palo di nero nel primo; col capo d'oro, caricato dall'aquila bicipite di nero, membrata, rostrata e coronata del campo.
L'arma della famiglia Magnani Gerbi, di Firenze, appare partita: nel primo d'oro, al leone di nero, sormontato da un falcetto d'argento, manicato di nero, posto in sbarra; nel secondo lo stemma Magnani, ma alla rovescia, e abbassato sotto il capo dell'Impero.
La famiglia ha sempre utilizzato come cimiero il drago detto Magnano, da cui le leggende sulle origini vogliono che abbia preso il nome.

## Storia
Originata da Magnano, un bolognese vissuto fra la fine del XII secolo e l'inizio del XIII, la casata ha vantato, a partire dal 1223 diversi membri all'interno del Magistrato degli Anziani, per un totale di ben 177 volte. Antonio fu chiamato a fare il podestà a Firenze nel 1490. Nel 1577 i Magnani affidarono all'architetto Domenico Tibaldi il compito di costruire in Bologna Palazzo Magnani.
Nel 1590 la famiglia fu elevata al rango senatorio con la nomina di Lorenzo. Questa fu l'occasione della commissione ai cugini Carracci di un fregio affrescato all'interno del Palazzo del Tibaldi raffigurante le Storie della fondazione di Roma, massima opera collettiva di questi celebri pittori bolognesi.
Insignito dei titoli di conte di Teti e di marchese di Cavagna nel ducato di Mantova, Enea Magnani ricoprì la carica di viceduca della Mirandola sul finire del XVI secolo. Vincenzo fu generale delle Armi Pontificie. A Carlo è dedicata una sala della Biblioteca dell'Archiginnasio di Bologna. Giacomo, senatore ed ultimo del ramo bolognese, morì nel 1797.
Il ramo fiorentino è legato alla famiglia Gerbi, da cui un ramo aggiunse il cognome nel 1774. Detto ramo si ritiene estinto con la morte di Domenico, nel 1864.
Entrambe le famiglie furono iscritte nei "Libri d'oro della nobiltà fiorentina", voluti inizialmente da Ferdinando I de' Medici e compìti in prima edizione tra la fine del XVII e l'inizio del XVIII secolo ad opera di Bernardo Benvenuti e Lorenzo Maria Mariani.